# Paraplotosus butleri
Paraplotosus butleri és una espècie de peix de la família dels plotòsids i de l'ordre dels siluriformes.

## Morfologia
- Els mascles poden assolir 32,5 cm de longitud total.
- Els adults són totalment negres.[5][6]

## Alimentació
Menja mol·luscs gastròpodes i crustacis.

## Hàbitat
És un peix marí, de clima tropical i associat als esculls de corall que viu entre 0-5 m de fondària.

## Distribució geogràfica
Es troba al nord d'Austràlia.

## Costums
Sembla que és nocturn.